# Polyclysta miskinaria
Polyclysta miskinaria là một loài bướm đêm trong họ Geometridae.